# 改革開放
改革開放（かいかくかいほう、拼音: gǎigé kāifàng）とは、中国を共産主義経済から資本主義経済に転換させること、またその成り立ちを指す。
中華人民共和国の鄧小平の指導体制の下で、1978年12月に開催された中国共産党第十一期中央委員会第三回全体会議で提出、その後開始された中国国内体制の改革および対外開放政策のことであり、単なる一般名詞ではない。

## 市場経済への移行期（1978年 - 1992年）
毛沢東時代の大躍進政策と文化大革命で疲弊した経済を立て直すため、現実派の鄧小平は「四つの近代化」を掲げ、市場経済体制への移行を試みる。基本原則は先富論に代表されるように、先に豊かになれる条件を整えたところから豊かになり、その影響で他が豊かになればよいという考え方である。
これはそれまでの教条主義（毛沢東思想）を切り離した象徴といえる。これに則り、農村部では人民公社が解体され、生産責任制、すなわち経営自主権を保障し、農民の生産意欲向上を目指した。都市部では外資の積極利用が奨励され、広東省深圳、福建省厦門などに経済特区、上海、天津、広州、大連などの沿岸部諸都市に経済技術開発区が設置された。華僑や先進国の資本を積極的に導入することで、資本確保や国外からの技術移転など成し遂げる一方、企業の経営自主権の拡大などの経済体制の改革が進んだ。当時10億人の巨大市場である中国にアメリカ企業だけでも300社を超える企業が進出した。
改革開放と同時に中国社会に大きな矛盾も生み出した。農村部と都市部、沿岸部と内陸部における経済格差が拡大し、官僚の汚職や腐敗が一層深刻なものになった。インフレや失業も目立つようになり、政府に対する不満は高まっていった。さらに、1989年に天安門事件が発生したことで、改革開放が一時中断された。
北京大学の張維迎教授は「最初の15年間は価格自由化に終始した」と分析している。
鄧小平はソ連のネップ期(1921年-1929年)にソ連モスクワの東方勤労者共産大学・モスクワ中山大学に留学(1926年1月-1927年1月)しており、1979年7月、彼はネップ、主にN.I.ブハーリンの著作を研究するマルクス・レーニン主義毛沢東思想研究所の設立を支援した。中国の社会科学者らは、計画規制と市場規制の共生を提唱し、ネップ経済の可能性を指摘したブハーリン氏の著作を研究している。 1985年、鄧小平は「社会主義の最も正しいモデルはソ連の新経済政策だった」と認めた。鄧小平はブハーリンの考えを支持しながらも、スターリンの弾圧を非難している。 

## 社会主義市場経済（1992年 - ）
1992年以降、再び改革開放が推し進められ、経済成長は一気に加速した。しかし、都市と農村、沿海部と内陸部の地域格差は深刻化し、とりわけ農民の不満が高まった。社会主義市場経済体制のもとで、江沢民・朱鎔基政権は格差是正と一層の経済改革に取り組むことになる。格差是正のための西部大開発、国営企業改革に伴う失業者の増大、民工潮、三農問題といった新たな問題も発生した。このような問題を抱えながらも、中国経済は「世界の工場」と呼ばれるまでに成長し、製造大国としてだけではなく、巨大な市場としても期待された。2001年には、悲願だったWTO加盟をついに果たす。
2002年から、胡錦涛党総書記政権が発足。2020年のGDPを、2000年の4倍にし（年平均7.2%成長）、中進国となる戦略を打ち出し、さらに全面的な「小康社会」を建設することを新たに目標に掲げた。「小康」とは、いくらかゆとりがあることを指す中国語で、ここでは、衣食がなんとか間に合う状態から、さらに生活が向上し、衣食が足りた状態に達することを指す。沿岸部だけでなく、内陸部の経済水準を引き上げることが狙いである。
2003年には全国人民代表大会（全人代）で温家宝が国務院総理（首相）に選出され、朱鎔基の経済改革を継承することとなった。2004年には、私有財産権保護を明記した憲法改定案が全人代で採択され、株式制度、企業統治制度など、国有企業の改革のための政策も打ち出されている。また、2007年の全人代では、私有財産の保護を明記した物権法、国内企業と外資企業の所得税率の格差を是正する企業所得税法が採択された。2008年の北京オリンピックや2010年の上海万博開催も決定し、改革開放政策はより一層進展した。
更に胡温体制政権は和諧社会という各階層間で調和の取れた社会の実現も目指していた。
2013年に習近平が党総書記・国家主席に、李克強が国務院総理（首相）に就任した。継続して所得格差や腐敗と経済成長の鈍化等の問題、米中貿易戦争、新型コロナウイルス問題なども抱えつつも、経済成長とともに予想されていた中国民主化運動の活発化は起きず本土側では沈黙状態となった。

## 開放政策
中国政府は1978年経済体制の改革を決定すると同時に、対外開放政策も計画した。1980年から順次、広東省の深圳、珠海、汕頭、福建省のアモイ及び海南省に5箇所の経済特区を設置した。1984年にはさらに大連、秦皇島、天津、煙台、青島、連雲港、南通、上海、寧波、温州、福州、広州、湛江、北海の14沿海都市を開放した。
1985年以降、長江デルタ、珠江デルタ、閩南トライアングル（アモイ・泉州・漳州）、山東半島、遼東半島、河北省、広西チワン族自治区を経済開放区として沿海経済開放地帯を形成した。
1990年、中国政府は上海浦東新区の開発と開放を決定し、一連の長江沿岸都市の開放をさらに進め、浦東新区を竜頭とする長江開放地帯を形成した。1992年以降は辺境都市や内陸の全ての省都と自治区首府を開放した。さらに一連の年に15箇所の保税区、49箇所の国家級経済技術開発区と53箇所のハイテク産業開発区を設定している。
このように中国は沿海、沿江、沿辺、内陸地区を結合して全方位、多次元、広領域の対外開放構造を形成している。対外開放地区ではさまざまな優遇政策を実施し外向型の経済、輸出拡大、先進技術導入などの面で大きな役割を果たしている。

## 影響
中国の経済改革とそれに伴う経済発展は一部の他の社会主義国にも影響を与え、ベトナムでは1986年から親中派のチュオン・チンとファム・ヴァン・ドンとグエン・ヴァン・リンが中越関係改善とともに改革開放と類似したドイモイと社会主義志向の市場経済を推進することとなった。
1991年に社会主義経済を中国と同様に漸進的に改革して外国直接投資を受け入れて中国に次ぐ高成長を遂げたインドのナラシンハ・ラーオは鄧小平の影響を受けており、経済改革の旗振り役だったマンモハン・シンとともに「インドの鄧小平」と呼ばれた。
北朝鮮でも、1991年に金日成が生涯最後の外遊先である中国を訪問した際に、鄧小平から改革開放を迫られて帰国後の会議で羅津・先鋒経済貿易地帯の設置を決定している。また1993年12月に行われた朝鮮労働党中央委員会総会では、1994年から1996年を経済再建のための調整期間とすることとし、農業、軽工業、貿易の発展を中心に据えた経済政策を進めることが決定された。金日成は1980年代より中国式の改革開放を後継者である金正日に学ばせようとしたが、意見の相違から上手くいかなかった。そこで金日成が1990年代より自ら陣頭指揮を執って改革開放を試みたが、1994年に志半ばで病死する。後を継いだ金正日は自己保身を優先して苦難の行軍を引き起こして経済を低迷させ、改革開放は挫折した。これは他の記録でも裏付けられている。